# Deidameia (Tochter des Bellerophon)
Deidameia  (altgriechisch Δηιδάμεια Dēidámeia), auch Laodameia (Λαοδάμεια Laodámeia), ist in der griechischen Mythologie eine Tochter des Bellerophon.
Sie heiratet Euandros, den König von Lykien, der ein Sohn des Sarpedon, eines Bruders des kretischen Königs Minos ist. Sie bekommen den Sohn Sarpedon, der im Trojanischen Krieg mitkämpft. Homer bezeichnet Deidameia allerdings als Laodameia und Sarpedon als den Sohn des Zeus.